# Wisdom (zespół muzyczny)
Wisdom – węgierski zespół powermetalowy z Budapesztu, założony jesienią 2001 roku. Zespół znany jest z tego, że każdą piosenkę opiera na popularnym cytacie. Wiele utworów i okładki wszystkich płyt koncentrują się wokół postaci starego mężczyzny, określanego jako Wiseman.

## Historia

### Wczesne lata
Na przełomie milenium basista Máté Molnár i gitarzysta Gábor Kovács często pojawiali się w tych samych klubach razem ze wspólnymi znajomymi. Gábor w tamtym czasie był członkiem zespołu, z którym wydał jedno demo. Stało się ono jednym z ulubionych Máté, który wkrótce zaczął się zastanawiać nad uformowaniem heavy-/powermetalowego zespołu. W trakcie wspólnych spotkań pomysł często powracał; Máté chciał stworzyć zespół składający się z kilku węgierskich undergoundowych muzyków. W końcu postanowiono, że gdy Máté znajdzie odpowiednich ludzi, będą mogli rozpocząć.

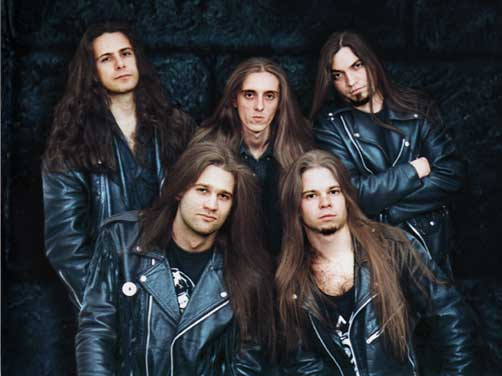
Wisdom – wczesne lata

Po 1–2 latach poszukiwań, znaleźli odpowiednie osoby. Byli to: István Nachladal (wokalista i założyciel zespołu Morpheus), Balázs Hornyák (perkusista zespołu Dynasty), Zsolt Galambos (gitarzysta zespołu Gábora, Legendary). Podczas tworzenia planów, Gábor miał jedno zastrzeżenie odnoście grupy: nie chciał mieszać ówczesnego zespołu Legendary z nową formacją. Potrzebny był więc nowy gitarzysta, który zastąpiłby Zsolta. Pierwsze spotkanie nastąpiło w październiku 2001 roku; Máté, Gábor i Nahi siedząc w klubie na Placu Moskiewskim opracowali pierwotny plan zespołu. Zdecydowali się na kilka coverów (Gamma Ray – Man On A Mission, Judas Priest – Night Crawler, Helloween – Eagle Fly Free), jak i również na wspólne cele.
Wkrótce w garażu należącym do Gábora rozpoczęły się pierwsze próby. Na początku pomagał im Oliver Lukács, który był gitarzystą w innym zespole Máté, jednak kapela Gabora nie wykazywała już oznak życia. Zsolt dołączył więc do nienazwanego jeszcze zespołu i tak pierwszy skład został skompletowany.

### Nazwa Wisdom
Mimo że zespół był już kompletny, to nadal nie mieli kluczowej dla niego rzeczy: nazwy. Przez wiele tygodni zbierali pomysły bez rezultatów. W końcu Máté przypomniał sobie film z 1986 roku, w którym Emilio Estevez wcielił się w rolę głównego protagonisty o imieniu John Wisdom. Basista uznał, że to dobra nazwa dla zespołu, a Gábor natychmiast podchwycił pomysł. Zostało jeszcze tylko jedno: sprawdzić, czy nie ma już zespołu o tej samej nazwie. Po krótkich poszukiwaniach wyszło na jaw, że tej nazwy używał jeden stary szkolny zespół z Niemiec, zanim został rozwiązany i zespół hiphopowy. Uznano jednak, że różnica w stylach jest wystarczająca, by nie wprowadzać nieporozumień. W ten sposób narodził się Wisdom.

### Pierwsze występy

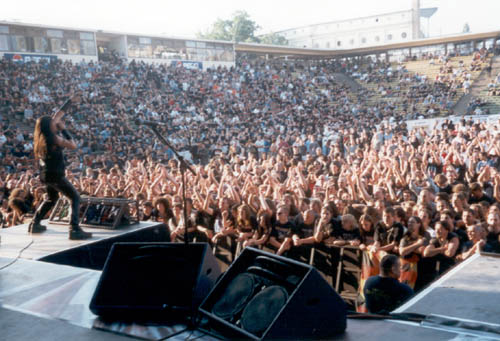
Wisdom na trasie z Iron Maiden

Na pierwszych próbach zespół ćwiczył covery znanych utworów. Wtedy Gábor stworzył pierwszą piosenkę dla zespołu, później zatytułowaną jako Fate. Potem pojawił się utwór King of Death i od tej pory stale powstawały nowe pomysły. Po roku prób i komponowania utworów zespół był gotowy do zaprezentowania się publice. Powstały 3 nagrania demo. Wtedy Kalapács zaproponował grupie, by zagrała jako zespół otwierający przedstawienia w trakcie jesiennych koncertów. Niemal dokładnie rok po ich pierwszym spotkaniu w pubie, Wisdom dał pierwszy koncert w Miszkolcu. Pierwsze występy pociągnęły za sobą kolejne; publiczność entuzjastycznie przyjęła nowo powstałą formację. Podczas koncertów w stolicy, wybitniejsi przedstawiciele węgierskiego rocka mieli okazję poznać Wisdom. Wszystko szło pomyślnie dla zespołu. Menadżerom Iron Maiden spodobało się demo i Wisdom został poproszony o występ otwierający koncert gwiazd na stadionie mogącym pomieścić 15 tysięcy ludzi. To zapoczątkowało karierę zespołu, a los sprawił, że dwaj obecni członkowie grupy, wokalista i perkusista, po raz pierwszy zobaczyli Wisdom właśnie na tym koncercie.

### Wisdom EP i narodziny Wisemana
Dzięki magazynowi Born To Be Wild, zespół zaczął więcej koncertować jako otwierająca przedstawienie kapela, m.in. z brytyjskim Saxon i w trakcie trasy UDO-Doro. Inny gość grający podczas tej trasy, szwedzko-niemiecki Dionysus i jego lider, Ronny Milianowicz, planował stworzyć wspólny projekt z Nahim. Miało to umożliwić wypromowanie zespołu za granicą. Wisdom nagrał więc 7 utworów. Cztery z nich zostały wydane na Węgrzech, a kompletny zestaw wysłany został do wytwórni płytowych i organizatorów koncertów w celach promocyjnych.

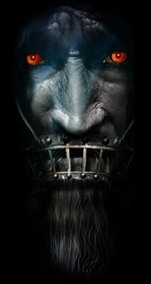
Wiseman

W tym czasie zamysł zespołu zaczął nabierać kształtu. Máté chciał stworzyć fikcyjny świat wokół zespołu, bazując na przykładach takich jak Eddie grupy Iron Maiden lub Vic Rattlehead od Megadeth. Gdy tylko nowy singiel został nagrany, wzięto się za opracowywanie wizerunku maskotki zespołu. W rezultacie do życia powołana została postać o imieniu Wiseman – stary mędrzec, którego historia opowiadana jest w nagraniach zespołu.
Wideo zespołu, promujące najnowsze nagranie pt. Strain of Madness, nakręcone zostało w lutym 2004 roku, w kaplicy Törleya, słynnej krypcie węgierskiego producenta szampana.
W lipcu tego samego roku zostało wydane Wisdom EP z czterema utworami: Fate, King Of Death, Strain Of Madness and Evil Disguise. Zespół pozostał wierny swojej nazwie i każdą z piosenek krótko podsumował cytatami znanych filozofów, artystów i naukowców. Od tego czasu Wisdom każdy nowo powstały utwór opiera na słynnych cytatach. Wisdom EP nie zostało wydane w tradycyjny sposób: CD zostało dołączone do węgierskiej wersji magazynu Metal Hammer (znanego bardziej jako HammerWorld). W tym czasie zespół opuścił ich dotychczasowy perkusista, Balázs Hornyák, a jego miejsce w grupie zajął Csaba Czébely. Na pierwszym koncercie, na którym zespół miał szansę zaprezentować nowe nagrania Wisdom wystąpił jako support przed legendą muzyki, szwedzkim zespołem Europe. Sukces w kraju zaowocował wieloma zaproszeniami, a w 2005 roku Węgrzy pojechali w trasę razem z zespołem Ossian. Później grupa zdecydowała się wydać kolejny wideoklip do w pełni akustycznego utworu Heaven and Hell. Utwór ten miał znaleźć się na planowanym pierwszym albumie grupy.

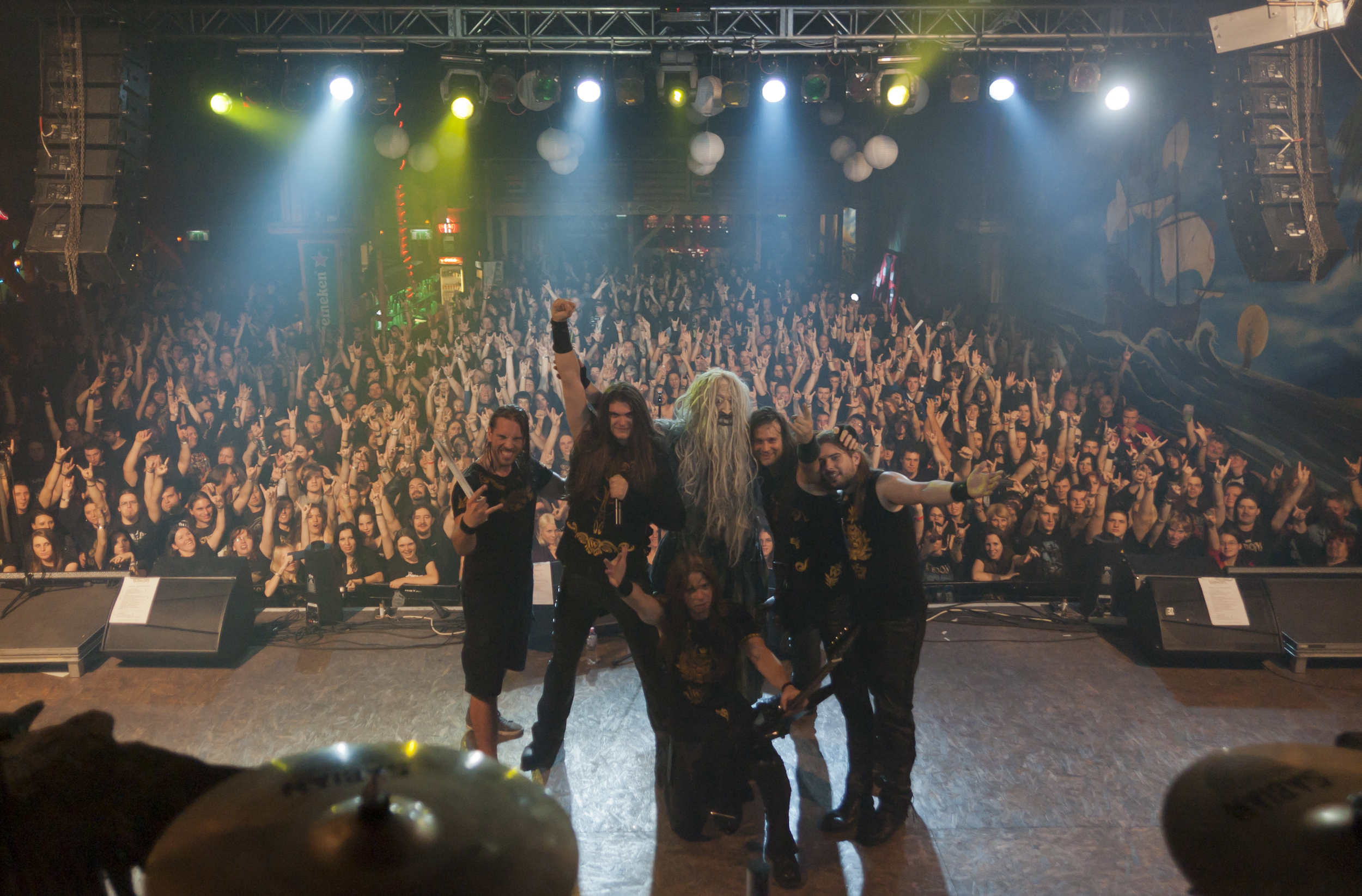
Keep Wiseman Alive 2013

### Keep Wiseman Alive
Pierwszy niezależny koncert miał miejsce 19 listopada 2005 roku w Budapeszcie. Wydarzenie zatytułowane Keep Wiseman Alive, co oznacza, że tak długo, jak publiczność będzie przychodzić, tak długo Wiseman pozostanie żywy, a co za tym idzie: zespół. Skoro był to koncert w mieście rodzinnym zespołu, członkowie mieli więcej czasu na przygotowanie specjalnych efektów wizualnych, w tym pirotechniki. Początkowo miał to być pojedynczy koncert, jednak przekształcił się w podstawowy event zespołu, powtarzany cyklicznie co roku. W 2006 roku, Wiseman pokazał się na scenie podczas utworu Words Of Wisdom. Drugi raz pojawił się na scenie 7 lat później, w trakcie koncertu promującego album wydany w 2013 roku, Marching For Liberty.

### Pierwszy album
Na początku 2006 roku Wisdom został poproszony o wystąpienie jako zespół supportujący podczas trasy koncertowej niemieckiej grupy powermetalowej Helloween. Węgrzy zaczęli również pracę nad swoim pierwszym albumem, który miał się ukazać jeszcze w tym samym roku. Ponadto, w tym czasie zespół opuścił ówczesny perkusista, Csaba Czébely, a zastąpił go Péter Kern.

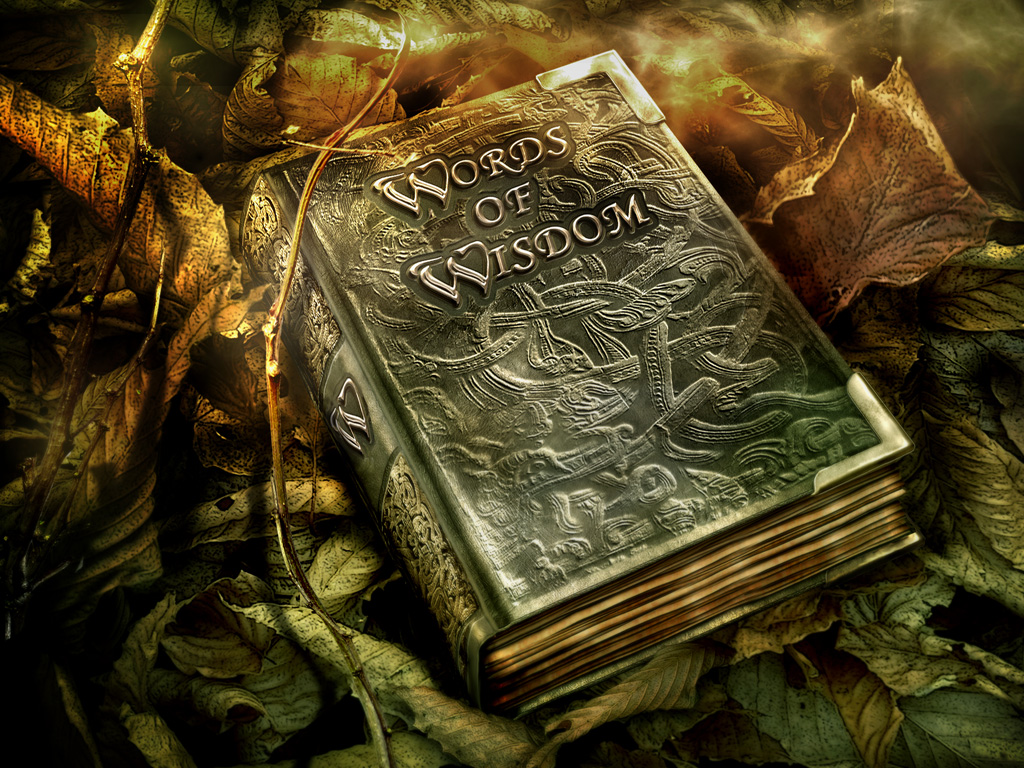
Words Of Wisdom – księga Wisemana

Po długich negocjacjach z producentami, utwór Words of Wisdom został w końcu wydany pod wydawnictwem Hammer Records. Warty wspomnienia jest fakt, że doskonalenie albumu miało miejsce w słynnym Finnvox studios. Wkrótce materiałem zespołu zainteresował się również Japanese Soundholic Record Company. To sprawiło, że Wisdom został pierwszym węgierskim zespołem rockowym, który wydał płytę w Azji. Album okazał się dużym sukcesem, a grupa w 2007 roku została nominowana razem z 5 innymi zespołami do Eurowizji, jednak z powodu większego zainteresowania muzyką pop zespół nie wygrał eliminacji do konkursu. Dzień po ceremonii rozdania nagród, zespół dostał pozwolenie od Muzeum Kiscelli na nagranie tam pierwszego wideoklipu do piosenki zatytułowanej Wisdom. Wiseman również się pojawił na teledysku, umacniając swoją pozycję w zespole. Wiosną 2007 roku Wisdom rozpoczął trasę koncertową promującą nowy album. Latem tego samego roku Wisdom został poproszony o wystąpienie jako zespół otwierający koncert Heaven and Hell (Black Sabbath), co spowodowało, że grupa zaczęła dostawać zaproszenia do wystąpienia w znaczących węgierskich wydarzeniach takich jak Sziget Festival. Wraz ze wzrostem popularności, zaczęło również rosnąć napięcie w zespole. Nahi zaczął mieć trudności z pogodzeniem obowiązków z harmonogramem grupy, więc zdecydował się opuścić Wisdom. Pozostali członkowie nie wiedzieli, jak ruszyć dalej w obecnej sytuacji. Koncerty, zgodnie z kontraktem, musiały się odbyć, więc Zoltán Kiss został poproszony o pomoc podczas pozostałych występów. W trakcie tej trasy został wydany singiel At The Gates. W 2008 roku Wisdom zawiesił działalność, by zadecydować o dalszych losach zespołu.

### Powrót, Judas
Ciszę przerwał występ otwierający koncert brytyjskiego zespołu Judas Priest. W tym czasie do grupy dołączył nowy członek, perkusista Balázs Ágota. Peter Kern, który dotychczas pełnił tę rolę w zespole, musiał zrezygnować z kariery muzycznej z powodów zdrowotnych. W ciągu dwóch lat Wisdom trzymał się z daleka od wzroku słuchaczy, jednak aktywnie brał udział w tworzeniu nowego materiału (mimo że nadal nie mieli wokalisty).

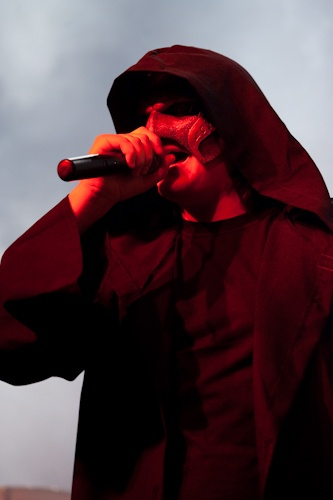
NG The Mask

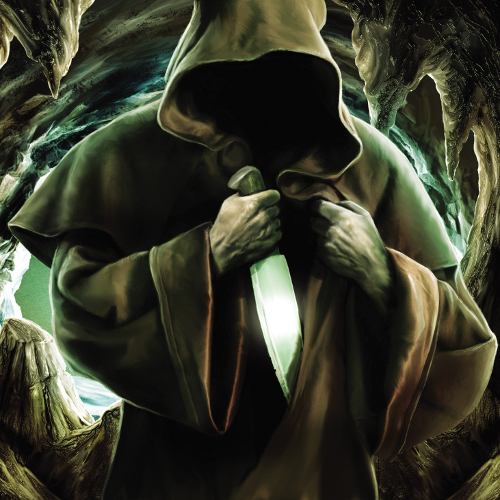
„Judas, a liar, a king for a day”

Wiosną 2010 Gábor Kovács i Gábor Nagy (NG) spotkali się na przyjęciu, zostali sobie przedstawieni przez wspólnego znajomego. Wyszło wtedy na jaw, że obaj grali na jednym koncercie; NG zaśpiewał ze swoim poprzednim zespołem na występie poprzedzającym koncert Wisdom w 2007 roku. NG przyznał, że chętnie spróbowałby swoich sił w nowym zespole, jednak długie włosy, których nie posiadał, były wymogiem dla wszystkich członków Wisdom. Resztę wieczoru spędzili śpiewając karaoke, co w efekcie sprawiło, że Gábor zaprosił NG do nagrania demo. Latem, po kilku nagraniach było już jasne, że Wisdom znalazł nowego wokalistę. Zespół zdecydował się wydać czwarte wideo promujące najnowszy singiel Live Forevermore.
Jesienią 2010 roku Wisdom wyruszył w trasę, podczas której NG nosił maskę na wszystkich koncertach. Powodem tego była chęć zespołu, by publiczność nie poznała wyglądu nowego wokalisty aż do momentu wydania nowego albumu. W dodatku włosy muzyka nie były jeszcze wystarczająco długie, jak na standardy grupy. Ten chwyt marketingowy sprawił, że akcja promocyjna albumu przyniosła sukces zespołowi. Na płycie zatytułowanej Judas gościnnie wystąpił szwedzki wokalista zespołu Therion, Mats Levén. Pod koniec roku pojawił się nowy videoklip Wisdom do utworu Heaven and Hell.
W tym czasie zespół świętował swoją 10. rocznicę. Z tej okazji odbyła się trasa koncertowa po 10 największych miastach węgierskich, a jej zwieńczeniem była 5. edycja Keep Wiseman Alive w Budapeszcie.

### Nowe szanse, trasa koncertowa
Rok 2012 rozpoczął się od podpisania nowego kontraktu. W tym roku zespół przyciągnął dwie duże wytwórnie: Rock the Nation i Noise Art Records. To oznaczało wiele nowych szans i możliwości na międzynarodowej scenie muzycznej. Jednak gitarzysta Zsolt nie był w stanie poradzić sobie z rosnącymi obowiązkami, więc zdecydował się opuścić Wisdom. Zespół rozpoczął poszukiwania nowego muzyka. Grupa nawiązała kontakt z gitarzystą, aktualnie przebywającym i studiującym w Londynie. Po wymianie e-maili między muzykami miejsce byłego członka zajął Máté Bodor, który dołączył do zespołu w sierpniu 2012. Máté swój pierwszy koncert w składzie Wisdom rozegrał 1 listopada tego samego roku.
W sierpniu ich drugi album zatytułowany Judas został wydany na całym świecie i promowany był w trakcie Swedish Empire Tour, na którą Wisdom pojechał wraz z zespołami Sabaton i Eluveitie. Węgrzy podczas tej trasy występowali jako pierwsi i rozgrzewali publikę przez 2 miesiące w zachodniej Europie. W 2013 roku trasa była kontynuowana we wschodniej Europie. Trasa Swedish Empire Tour obejmowała 58 koncertów w 38 różnych krajach.

### Marching For Liberty
27 września 2013 roku wydana została trzecia płyta zespołu, Marching For Liberty. Dystrybutorem został NoiseArt Records. Album znalazł się na pierwszym miejscu w notowaniach węgierskich (Mahasz). W tytułowym utworze wystąpił gościnnie Fabio Lione, włoski wokalista m.in. Rhapsody of Fire. Zaraz po wydaniu albumu, Wisdom wyruszył w trasę po zachodniej Europie z niemieckim zespołem Powerwolf, a w trakcie 7. edycji Keep Wiseman Alive Niemcy wystąpili gościnnie obok zespołu z Węgier.

### Rise of the Wise
26 lutego 2016 roku powstał czwarty album zespołu. Wydanie płyty poprzedziły jednak zmiany w składzie. Formację opuścił ich dotychczasowy perkusista Balázs Ágota, którego miejsce zajął Tamás Tóth oraz gitarzysta Máté Bodor, na którego miejsce wstąpił Anton Kabanen.

## Dyskografia
- Wisdom EP (2004)
- Words Of Wisdom (2006)
- At The Gates EP (2007)
- Judas (2011)
- Marching For Liberty (2013)
- Rise Of The Wise (2016)

## Wideografia
- Live Forevermore (2011)
- Heaven And Hell (2011)
- Wisdom (2007)
- Unholy Ghost (2005)
- Strain of Madness (2004)

## Członkowie zespołu
Obecni
- Gábor Nagy – główny wokal (od 2010)
- Gábor Kovács – gitara, drugi wokal (od 2001)
- Anton Kabanen – gitara (od 2015)
- Máté Molnár – bas (od 2001)
- Tamás Tóth – perkusja (od 2014)

Byli
- Zsolt Galambos – gitara (2001–2012)
- István Nachladal – główny wokal (2001–2007)
- Péter Kern – perkusja (2006–2008)
- Csaba Czébely – perkusja (2004–2005)
- Balázs Hornyák – perkusja (2001–2003)
- Balázs Ágota – perkusja (2008–2014)
- Máté Bodor – gitara (2012-2015)